# Slapnik
Slapnik – wieś w Słowenii, w gminie Brda. W 2018 roku pozostawała niezamieszkana.